# Boots
Boots es el nombre del álbum debut de la cantante y actriz Nancy Sinatra, El álbum fue producido por el productor y también cantante Lee Hazlewood, Este álbum le valió a Sinatra un éxito a nivel mundial, pues su sencillo These Boots Are Made for Walkin' alcanzó el número uno en Estados Unidos, Inglaterra y Australia, teniendo un perfecto desempeño U.S. Billboard Hot 100 Nancy Sinatra se consolidó como una de las mejores cantantes de la época siendo comparada con el mismo Elvis Presley y con su talentoso padre Frank Sinatra. El álbum se convirtió también en su trabajo más exitoso en el mercado además de tener un primer sencillo el cual fue So Long, Babe, aunque no alcanzó el nivel en los conteos como lo hizo These Boots Are Made for Walkin' es valorado por la industria, pues sirvió para dar promoción al álbum en el año 1965, el álbum también destaca por tener los cover de temas famosos como Day Tripper de The Beatles y As Tears Go By de The Rolling Stones.

## Sencillos

### So Long, Babe
Se lanzó en año de 1965, para dar promoción al álbum. Alcanzó el puesto #86 en los U.S. Billboard Hot 100. Los críticos lo describieron como Algo Nuevo, Digno de la hija del gran Frank. A pesar de no entrar en los primeros diez de la lista, se consideró como uno de los temas más escuchados en el año de 1965, mismo año en el que dio su estreno.

### These Boots Are Made For Walkin'
Siendo #1 mundialmente, se consolidó como el sencillo más exitoso de la carrera de Sinatra. Convirtiéndose en sencillo de oro y en uno de los mejores temas de los años 60, llevó al álbum a la cima convirtiéndolo en disco de oro en Estados Unidos y superando al primer sencillo So Long, Babe. La lírica de la canción habla de una mujer pensativa de venganza, pues el verso Estas botas se hicieron para caminar ! y eso es lo que harán, algún día estas botas caminaran sobre ti movió la industria musical y se convirtió en un himno juvenil de la época.

## Lista de canciones
1. As Tears Go By 2:50
2. Day Tripper 3:01
3. I Move Around 2:47
4. It Ain't Me Babe 2:00
5. These Boots Are Made for Walkin' 2:42
6. In My Room 2:37
7. Lies 2:45
8. So Long, Babe 3:04
9. Flowers On The Wall 2:37
10. If He'd Love Me 2:45
11. Run For Your Life 2:39
12. The City Never Sleeps At Night 2:50
13. Leave My Dog Alone 2:09
14. In Our Time 2:36
15. These Boots Are Made For Walkin' (Mono Single Version) 2:43

## Certificaciones y ventas
| Boots | - Lanzamiento: 1966 - Discográfica: Reprise Records - Formato: CD, descarga digital - Calificación de Allmusic: · | 5 | 12 | 2 000 000 |